# Клайнлангхайм
Клайнлангхайм (нем. Kleinlangheim) — ярмарочная община в Германии, в земле Бавария. 
Подчиняется административному округу Нижняя Франкония. Входит в состав района Китцинген. Подчиняется управлению Грослангхайм.  Население составляет 1614 человек (на 31 декабря 2010 года). Занимает площадь 19,09 км².
Ярмарочная община подразделяется на 3 сельских округа.

## Население
По оценке на 31 декабря 2015 года население общины Клайнлангхайм составляет 1734 чел. 

| Дата      | 1840 | 1871 | 1900 | 1925 | 1939 | 1950 | 1961 | 1970 | 1987 | 2011 |
| --------- | ---- | ---- | ---- | ---- | ---- | ---- | ---- | ---- | ---- | ---- |
| Население | 1497 | 1563 | 1408 | 1279 | 1171 | 1806 | 1432 | 1462 | 1447 | 1626 |

| Год       | 1960 | 1970 | 1980 | 1990 | 2000 | 2009 | 2010 | 2011 | 2012 | 2013 | 2014 | 2015 |
| --------- | ---- | ---- | ---- | ---- | ---- | ---- | ---- | ---- | ---- | ---- | ---- | ---- |
| Население | 1422 | 1476 | 1441 | 1488 | 1717 | 1622 | 1614 | 1707 | 1697 | 1716 | 1732 | 1734 |